# Ero septemspinosa
Ero septemspinosa es una especie de araña cavernícola de la familia Mimetidae. Es endémica de Mallorca (España).